# Francis Obikwelu
Francis Obiorah Obikwelu (Onitsha, 22 novembre 1978) è un velocista nigeriano naturalizzato portoghese, medaglia d'argento nei 100 metri piani ai Giochi olimpici di Atene 2004 e tre volte campione europeo.
In rappresentanza del Portogallo è stato il primatista europeo dei 100 metri piani dal 2004 al 2021 con il tempo di 9"86, poi battuto da Marcell Jacobs.

## Biografia
Dopo aver disputato la prima parte di carriera atletica gareggiando per la Nigeria, con cui vince diverse medaglie sia a livello mondiale che continentale, si trasferisce in Portogallo, di cui diventa cittadino nel 2001.
Agli Europei di Monaco di Baviera ottiene l'argento nei 100 m dietro a Dwain Chambers, ma in seguito alla squalifica comminata all'atleta britannico per doping gli viene assegnato l'oro. Nei 200 m piani termina secondo.
Ai Giochi olimpici di Atene 2004 è secondo nei 100 m, dietro a Justin Gatlin, e col tempo di 9"86 stabilisce il nuovo record europeo della specialità che precedentemente apparteneva a Linford Christie (record che rimarrà imbattuto fino al 2021, migliorato dall'italiano Marcell Jacobs). Nei 200 m termina la finale al quinto posto.
Agli Europei di Göteborg del 2006 realizza la doppietta 100-200 m piani, il primo uomo a riuscirvi dal 1978. In campo femminile la belga Kim Gevaert ottiene la stessa impresa.

## Record nazionali
Seniores - Nigeria
- 200 metri piani indoor: 20"46 ( Liévin, 21 febbraio 1999)
- Staffetta 4×100 metri: 37"94 ( Atene, 9 agosto 1997) (Osmond Ezinwa, Olapade Adeniken, Francis Obikwelu, Davidson Ezinwa)

Seniores - Portogallo
- 60 metri piani indoor: 6"53 ( Parigi, 6 marzo 2011)
- 100 metri piani: 9"86 ( Atene, 22 agosto 2004)
- 200 metri piani: 20"01 ( Göteborg, 10 agosto 2006)
- Staffetta 4×100 metri: 38"65 ( Rieti, 1º agosto 2015) (Andre Costa, Francis Obikwelu, Arnaldo Abrantes, Yazaldes Nascimento)

## Palmarès

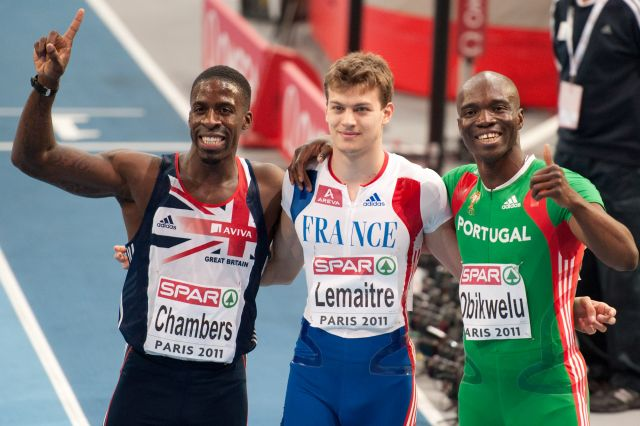
Obikwelu (a destra), in compagnia di Chambers e Lemaitre, agli Europei indoor 2011

| Anno                             | Manifestazione     | Sede         | Evento      | Risultato  | Prestazione | Note                                     |
| -------------------------------- | ------------------ | ------------ | ----------- | ---------- | ----------- | ---------------------------------------- |
| In rappresentanza della Nigeria  |                    |              |             |            |             |                                          |
| 1994                             | Mondiali U20       | Lisbona      | 400 m piani | Semifinale | 46"79       |                                          |
| 1996                             | Giochi olimpici    | Atlanta      | 200 m piani | Semifinale | 20"56       |                                          |
| 1996                             | Giochi olimpici    | Atlanta      | 4×100 m     | Semifinale | dnf         |                                          |
| 1996                             | Mondiali U20       | Sydney       | 100 m piani | Oro        | 10"21       |                                          |
| 1996                             | Mondiali U20       | Sydney       | 200 m piani | Oro        | 20"47       |                                          |
| 1997                             | Mondiali indoor    | Parigi       | 200 m piani | Bronzo     | 21"10       |                                          |
| 1997                             | Mondiali           | Atene        | 100 m piani | Semifinale | 10"20       |                                          |
| 1997                             | Mondiali           | Atene        | 4×100 m     | Argento    | 38"07       |                                          |
| 1999                             | Mondiali indoor    | Maebashi     | 200 m piani | 4º         | 20"85       |                                          |
| 1999                             | Mondiali           | Siviglia     | 200 m piani | Bronzo     | 20"11       |                                          |
| 1999                             | Mondiali           | Siviglia     | 4×100 m     | Finale     | dq          |                                          |
| 1999                             | Giochi panafricani | Johannesburg | 100 m piani | Argento    | 10"01       |                                          |
| 1999                             | Giochi panafricani | Johannesburg | 200 m piani | Oro        | 20"06       |                                          |
| 2000                             | Giochi olimpici    | Sydney       | 200 m piani | Semifinale | 20"71       |                                          |
| In rappresentanza del Portogallo |                    |              |             |            |             |                                          |
| 2002                             | Europei            | Monaco       | 100 m piani | Oro        | 10"06       |                                          |
| 2002                             | Europei            | Monaco       | 200 m piani | Argento    | 20"21       |                                          |
| 2003                             | Mondiali           | Saint-Denis  | 200 m piani | Batteria   | 20"93       |                                          |
| 2004                             | Mondiali indoor    | Budapest     | 60 m piani  | 6º         | 6"60        |                                          |
| 2004                             | Giochi olimpici    | Atene        | 100 m piani | Argento    | 9"86        | Record europeo                           |
| 2004                             | Giochi olimpici    | Atene        | 200 m piani | 5º         | 20"14       |                                          |
| 2005                             | Mondiali           | Helsinki     | 100 m piani | 4º         | 10"07       |                                          |
| 2006                             | Europei            | Göteborg     | 100 m piani | Oro        | 9"99        | Record dei campionati                    |
| 2006                             | Europei            | Göteborg     | 200 m piani | Oro        | 20"01       | Record nazionale                         |
| 2007                             | Mondiali           | Osaka        | 100 m piani | Batteria   | dq          |                                          |
| 2007                             | Mondiali           | Osaka        | 200 m piani | Semifinale | 20"40       |                                          |
| 2008                             | Mondiali indoor    | Valencia     | 60 m piani  | Semifinale | 6"66        | Miglior prestazione personale stagionale |
| 2008                             | Giochi olimpici    | Pechino      | 100 m piani | Semifinale | 10"10       |                                          |
| 2009                             | Mondiali           | Berlino      | 4×100 m     | Batteria   | 39"25       |                                          |
| 2010                             | Europei            | Barcellona   | 100 m piani | 4º         | 10"18       |                                          |
| 2010                             | Europei            | Barcellona   | 4×100 m     | 6º         | 38"88       | Record nazionale                         |
| 2011                             | Europei indoor     | Parigi       | 60 m piani  | Oro        | 6"53        | Record nazionale                         |
| 2014                             | Europei            | Zurigo       | 4×100 m     | Finale     | dnf         |                                          |
| 2015                             | World Relays       | Nassau       | 4×100 m     | Batteria   | 39"42       |                                          |
| 2016                             | Europei            | Amsterdam    | 4×100 m     | Batteria   | 39"51       |                                          |

## Altre competizioni internazionali
1998

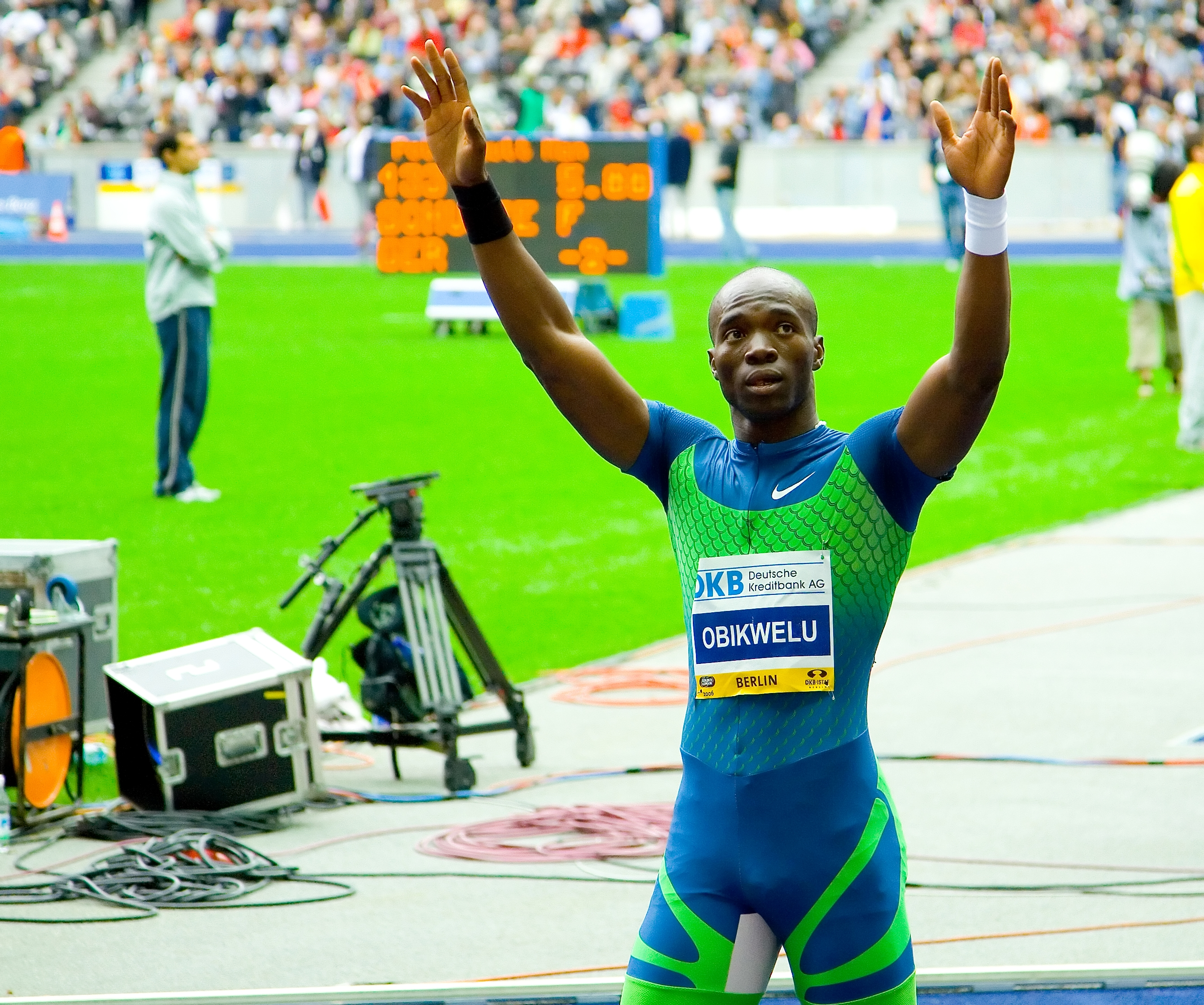
Francis Obikwelu nel 2006

- 5º alla Grand Prix Final ( Mosca), 100 m piani - 10"15

1999
- Bronzo alla Grand Prix Final ( Monaco di Baviera), 200 m piani - 20"12

2001
- Bronzo alla Grand Prix Final ( Melbourne), 200 m piani - 20"52

2002
- Bronzo alla Grand Prix Final ( Parigi), 100 m piani - 10"03
- Bronzo in Coppa del mondo ( Madrid), 100 m piani - 10"09
- Oro in Coppa del mondo ( Madrid), 200 m piani - 20"18

2004
- Argento alla World Athletics Final ( Monaco), 100 m piani - 10"10
- 4º alla World Athletics Final ( Monaco), 200 m piani - 20"58

2005
- 6º alla World Athletics Final ( Stoccarda), 100 m piani - 10"09

2006
- 4º alla World Athletics Final ( Stoccarda), 100 m piani - 10"02
- 4º alla World Athletics Final ( Stoccarda), 200 m piani - 20"26
- Argento in Coppa del mondo ( Atene), 100 m piani - 10"09
- 4º in Coppa del mondo ( Atene), 200 m piani - 20"36

2007
- 4º alla World Athletics Final ( Stoccarda), 100 m piani - 10"17

2009
- Argento agli Europei a squadre ( Leiria), 100 m piani - 10"20

## Riconoscimenti
- Atleta europeo dell'anno (2006)